# 1751 в Україні

## Пам'ятні дати та ювілеї
- 725 років з часу укладення між князями Ярославом Мудрим та Мстислава Хороброго угоди, за якою Мстислав отримав у правління лівобережжя Дніпра. Княжим містом Мстислава був Чернігів у 1026 році.
- 675 років з часу у 1076 році:
  - зведення на київський престол князя Всеволода Ярославича після смерті його брата Святослава Ярославича у 1076 році.
  - створення «Ізборника» для князя Святослава Ярославича.
- 525 років з часу міжусобної війни між князями Олегом Курським та Михайлом Всеволодовичем за Чернігів, яку виграв останній у 1226 році.
- 375 років з часу захоплення Любартом Гедиміновичем галицького князівського престолу у 1376 році.
- 350 років з часу підпорядковання Київській митрополії Галицької у 1401 році.
- 225 років з часу загарбання західної частини Закарпаття австрійськими Габсбургами, а східної — Трансільванським князівством у 1526 році.
- 175 років з часу заснування Острозької школи — першого навчального закладу університетського рівня на території України у 1576 році.
- 125 років з часу 1626 році:
  - походу флотилії гетьмана Михайла Дорошенка на Трапезунд, Синоп і Самсонів (Самсун);
  - заснування Немирівського церковного братства для боротьби проти католизації і ополячення.
- 100 років з часу у 1651 році:
  - війська під проводом Богдана Хмельницького зазнали поразки в Битві під Берестечком (28 червня);
  - відбулася Битва під Лоєвом 6 липня 1651 року.
  - відбулася Битва під Білою Церквою, що не визначила переможця (23 — 25 вересня);
  - Гетьман Богдан Хмельницький підписав з поляками Білоцерківський мирний договір (28 вересня);
- 75 років з часу у 1676 році:
  - завершення польсько-турецької війни за Правобережну Україну;
  - укладення Журавненської мирної угоди між Річчю Посполитою та Османською імперією (17 жовтня);
  - початку Московсько-турецької війни (1676—1681 років);
  - захоплення військами лівобережного гетьмана Івана Самойловича разом із моковськими Чигирина в ході Чигиринських походів;
  - відмови Петра Дорошенка від гетьманства у 19 вересня 1676 року (був вивезений до Москви).
- 50 років з часу у 1701 році:
  - запровадження указом гетьмана Івана Мазепи дводенної панщини — першої закондавчо оформленої спроби закріпачення селян на території України;
  - отримання Києво-Могилянською колегією статусу академії[1].

### Видатних особистостей

#### Народились
- 675 років з дня народження (1076 рік):
  - Мстислав I Володимирович (Великий) — Великий князь Київський; син Володимира II Мономаха та Ґіти — дочки англійського короля Гарольда II, останній князь, що утримував єдність Київської держави.
- 225 років з дня народження (1526 рік):
  - Костянтин Василь Острозький — воєнний, політичний і культурний діяч Великого Князівства Литовського, воєвода Київський, маршалок Волинський, засновник Острозької академії, видавець Острозької Біблії; син гетьмана Костянтина Острозького.
- 100 років з дня народження (1651 рік):
  - Димитрій Туптало (Данило Савич Туптало) — український та російський церковний діяч, вчений, письменник і проповідник, богослов.
- 50 років з дня народження (1701 рік):
  - Григорович-Барський Василь Григорович — український письменник, мандрівник.

#### Померли
- 675 років з часу смерті (1076 рік):
  - київського князя Святослава Ярославича (Святослава II) — князя чернігівського (1054—1073 рр.), великий князь київський (1073-76 рр.); син Ярослава Мудрого. 942 роки тому, в 49 років (нар. 1027 р.).
- 175 років з часу смерті (1576 рік):
  - Богдан Ружинський — низовий запорозький гетьман (1575—1576).
- 50 років з часу смерті (1701 рік):
  - Дем'ян Многогрішний (Дем'ян Гнатович Ігнатович), гетьман Лівобережної України (1669—1672 рр.)

## Особи

### Народились
- 15 січня — Розумовський Петро Кирилович — син гетьмана Кирила Розумовського, російський військовий та державний діяч (помер у 1823 році);
- 28 жовтня — Бортнянський Дмитро Степанович — український композитор, диригент, співак (помер у 1825 році).
- Данилевський Іван Лук'янович — доктор медицини, один з перших представників соціальної гігієни в Російській імперії, директор Державного позикового банку Російської імперії (помер у 1807 році);
- Ліванов Михайло Георгійович — один з перших російських ґрунтознавців, професор, дослідник корисних копалин на Донбасі і в Кривому Розі (помер у 1800 році).
- Микола Скородинський — церковний діяч, доктор богослов'я, професор пасторального богослов'я, декан і ректор Львівського університету, з 1799 року — греко-католицький Львівський єпископ (помер у 1805 році).

### Померли
- 17 січня — Варлаам (Василь) Ванатович — український та російський православний церковний діяч, архімандрит Тихвінський (1719–1722), 1730-й митрополит Київський і Галицький (1722–1730).
- 1 лютого — Піковець Іван Васильович — український державний діяч доби Гетьманщини. Сотник Лукомської сотні Лубенського полку (1732—1741 рр.)[2], писар Генерального військового суду (1743—1751 рр.).
- 19 травня — Юзеф Потоцький — військовий, політичний і державний діяч Речі Посполитої, представник польського шляхетського роду Потоцьких. Магнат, меценат.
- 12 червня — Єпископ Никодим Скребницький — український релігійний діяч доби Гетьманщини, Єпископ Російської православної церкви (безпатріаршої); єпископ Чернігівський, єпископ Переяславський (1745–1751) (на Гетьманщині), єпископ Санкт-Петербурзький та Шліссельбурзький (1741–1745; в Московії).
- Павло Войнич — діяч київського магістрату, війт Києва в 1734—1751 роках.
- Квітка Іван Григорович — український козацький військовий діяч, полковник Ізюмського слобідського козацького полку (1743—1751);
- Лисенко Федір Іванович — генеральний осавул (1728—1741), член Правління гетьманського уряду.
- Платон Малиновський — український церковний діяч, педагог, богослов, перший ректор Харківського Колегіуму.
- Селямет II Ґерай — кримський хан у 1739—1743 роках (народився у 1691 році).

## Засновані, створені
- Костел святого Станіслава і монастир бернардинців (Самбір)
- Церква Успіння Пресвятої Богородиці (Монастириська)
- Церква Покрови Пресвятої Богородиці (Опрілівці)